# Swan Reach
Swan Reach är en ort i Australien. Den ligger i kommunen Mid Murray och delstaten South Australia, omkring 99 kilometer nordost om delstatshuvudstaden Adelaide. Antalet invånare är 237.
Trakten runt Swan Reach är nära nog obefolkad, med mindre än två invånare per kvadratkilometer.. Swan Reach är det största samhället i trakten.
Omgivningarna runt Swan Reach är i huvudsak ett öppet busklandskap. Genomsnittlig årsnederbörd är 363 millimeter. Den regnigaste månaden är februari, med i genomsnitt 59 mm nederbörd, och den torraste är december, med 8 mm nederbörd.